# Erdal-Öz-Literaturpreis
Der Erdal-Öz-Literaturpreis (türkisch Erdal Öz Edebiyat Ödülü) ist ein türkischer Literaturpreis. Er wurde 2008 durch den Verlag Can Yayinlari in Andenken an den Schriftsteller und Verlagsgründer Erdal Öz ausgelobt und wird seitdem jährlich vergeben. Er ist mit 15.000 Türkischen Lira dotiert, was umgerechnet einem Preisgeld von ursprünglich mehr als 5.000 Euro entsprach, im Februar 2024 jedoch nur noch etwa 453 Euro.

## Preisträger
- 2008: Gülten Akın
- 2009: İhsan Oktay Anar
- 2010: Nurdan Gürbil
- 2011: Şavkar Altınel
- 2012: Murathan Mungan
- 2013: Cemil Kavukçu
- 2014: Küçük İskender
- 2015: Orhan Pamuk
- 2016: Orhan Koçak
- 2017: Cevat Çapan
- 2018: Adalet Ağaoğlu
- 2019: Latife Tekin
- 2020: Jale Parla
- 2021: Selim İleri
- 2022: Mehmet Eroğlu
- 2023: Füruzan
- 2024: Necati Tosuner